# Анна Тринчер
Анна Тринчер (на украински: Анна Трiнчер) – млада украинска изпълнителка, получила популярност поради участието си в различни музикални конкурси и украинското шоу „Голос.Дiти“, участник е и на конкурса „Детская Новая волна 2015“. Представя родината си на 13. Конкурс за детска песен на Евровизия в българската столица София с песента „Почни з себе“.

## Биография
Анна е родена и отраснала в украинската столица Киев. Пее от 9-годишна възраст. Става известна с участието си във втория сезон на популярното украинско шоу „Голос.Дiти“. Участва и на финала на украинската селекция за Детската Евровизия 2014 с песента „Небо знає“, но билета за Малта получава друг. Представя Украйна на конкурса „Детская новая волна 2015“, проведен руския детски център Артек. Става финалист на укринската селекция с песента „Почни з себе“ и на 22 август 2015, встъпвайки под номер 8, побеждава убедително останалите 13 участници от цяла Украйна.
Владее свободно украински, руски, английски и турски език.